# Austrotinodes lineatus
Austrotinodes lineatus är en nattsländeart som först beskrevs av Longinos Navás 1934. 
Austrotinodes lineatus ingår i släktet Austrotinodes och familjen trattnattsländor. Inga underarter finns listade i Catalogue of Life.